# Mall (Eugent Bushpepa)
Mall è un singolo del cantante albanese Eugent Bushpepa, pubblicato da RTSH e Universal Music Group il 6 aprile 2018.
Il brano, dopo aver vinto il 56° Festivali i Këngës, ha ottenuto il diritto di rappresentare l'Albania all'Eurovision Song Contest 2018, classificandosi 11º nella finale dell'evento con 184 punti.

## Pubblicazione e composizione
Il brano è stato scritto e composto dallo stesso Eugent Bushpepa, che ne è anche il produttore insieme a Jim Lowe, ed è interamente in lingua albanese.
La prima versione del brano, lunga 4 minuti e 34 secondi, fu presentata il 21 dicembre 2017 durante la prima semifinale del Festivali i Këngës 2017, tuttavia in seguito alla vittoria fu necessario ridurre la durata del brano, in accordo con le regole dell'Eurovision Song Contest. Il revamp del brano avvenne in uno studio di Bruxelles, in Belgio, e la versione definitiva fu quindi pubblicata il 6 aprile 2018 da RTSH e Universal Music Group in formato digitale e streaming e il successivo 17 aprile in formato CD e DVD, contenenti anche la traccia originale.
In un'intervista con il sito Wiwibloggs il cantante ha rivelato che il brano originariamente non era stato scritto per prendere parte al Festivali i Këngës, bensì come traccia per il suo primo album.

## Descrizione
La melodia del brano si presenta come una fusione tra rock progressivo e folk.
Argomento principale del testo è il desiderio dovuto alla nostalgia, in albanese per l'appunto Mall, riconducibile alla parola portoghese saudade. Il brano fu infatti scritto durante un soggiorno di Bushpepa all'estero, lontano dalla sua compagna.

## Partecipazione all'Eurovision Song Contest
Il brano inizialmente gareggiò nella prima semifinale del Festivali i Këngës 2017, qualificandosi per la finale e vincendo il voto della giuria dell'evento. La vittoria al festival albanese gli diede la possibilità di rappresentare l'Albania all'Eurovision Song Contest 2018 di Lisbona, in Portogallo.
Esibitosi nella prima semifinale dell'8 maggio 2018, si classificò 8º su 19 partecipanti con 162 punti, accedendo alla finale, dove si classificherà 11º su 26 finalisti con 184 punti.

## Tracce
Streaming
1. Mall – 3:00

CD
1. Mall (live al Festivali i Këngës 2017) – 4:34
2. Mall (versione Eurovision) – 3:00
3. Mall (versione karaoke) – 3:00
4. Mall (versione strumentale) – 3:00

DVD
1. Mall (video musicale ufficiale) – 3:00
2. Mall (live al Festivali i Këngës 2017) – 4:34
3. Extra